# Duplik Jonas 7

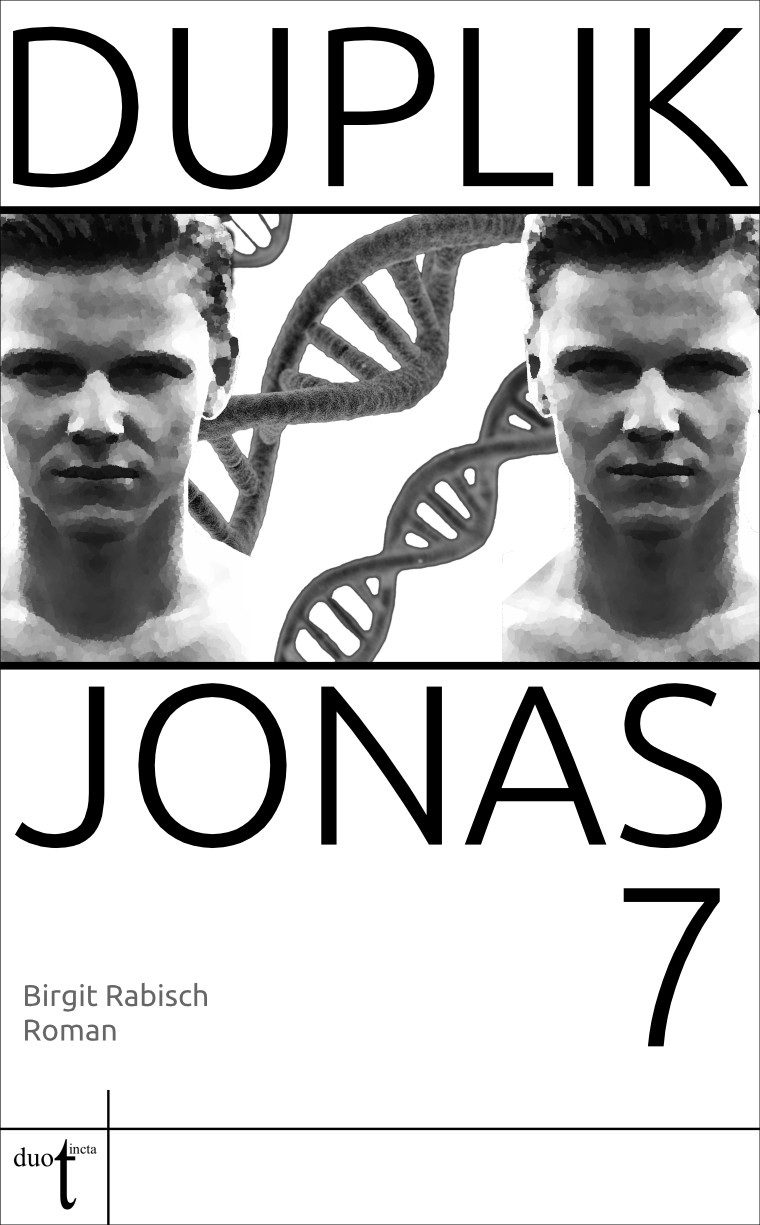

Duplik Jonas 7 ist ein Roman zum Thema Gentechnologie der deutschen Schriftstellerin Birgit Rabisch, der 1992 im Georg Bitter Verlag erschien und 1996 im Deutschen Taschenbuchverlag (dtv) veröffentlicht wurde. Der Roman wurde mit dem Literaturpreis Umwelt des Landes Nordrhein-Westfalen 1994 ausgezeichnet. Zuletzt erschien eine überarbeitete und aktualisierte Fassung des Romans im Verlag duotincta (2017) als E-Book. 
In Duplik Jonas 7 schildert Rabisch eine zukünftige Welt, in der Klone produziert und als Ersatzteillager für Menschen gehalten werden. Außer mit dem Hauptthema des Klonens beschäftigt sich der Roman mit vielen weiteren ethischen Fragen, z. B. Leihmutterschaft, Organtransplantationen, vorgeburtliche Selektion, Gen-check-ups, standardisierte Euthanasie.

## Inhalt
Bis zu 50 Jahren in der Zukunft (2021) an einem nicht genau definierten Ort in Europa leben die Dupliks. Sie werden in „Horten“ gefangen gehalten und darauf ausgerichtet, auf ihre Gesundheit zu achten, indem sie sich richtig ernähren, viel Sport treiben und sich regelmäßigen Check-ups unterziehen. Dennoch werden immer wieder Dupliks von einer Krankheit befallen, dem „Fraß“. Nur durch die Entfernung der betroffenen Körperteile lässt sich ihr Leben retten. Das wird den Dupliks jedenfalls von ihren „Horterinnen“ erzählt. In Wirklichkeit sind die Dupliks Klone, d. h. genidentische Zwillinge, die für ihren in der normalen Welt lebenden Zwilling als Ersatzteillager dienen. Eines Tages ist auch der Duplik Jonas 7 angeblich vom „Fraß“ befallen, denn „sein Mensch“ Jonas Helcken hat einen Autounfall erlitten, bei dem seine Augen zerstört worden sind. Jonas Helcken werden die Augen seines Dupliks transplantiert. Jonas Helckens Schwester Ilka engagiert sich als „Lebensschützerin“ gegen das ihr unmenschlich erscheinende System der „medizinischen Duplikhaltung“. Sie überzeugt ihren Bruder davon, „seinen“ Duplik aus dem Hort zu entführen, um ihn der Öffentlichkeit zu präsentieren. Die soll davon überzeugt werden, dass auch ein Duplik ein Mensch mit allen Rechten ist und nicht als Ersatzteillager missbraucht werden darf. Jonas Helcken willigt ein, seinem Duplik ein Auge rücktransplantieren zu lassen, um ihm dadurch zur Flucht über die europäische Grenze zu verhelfen. Dort finden zwar Kontrollen der Ausweise statt, in denen das Genom gespeichert ist, doch da Jonas Helcken und Jonas 7 genidentisch sind und Jonas Helcken als Einäugiger im System ausgewiesen ist, könnte die Flucht gelingen. Im letzten Moment verweigert sich Jonas 7 jedoch dem Fluchtplan und tritt zusammen mit Ilka im TV auf, um sich für die Rechte der Dupliks einzusetzen. Dadurch riskiert er, getötet und dem freien Organspendemarkt zugeführt zu werden. Das Ende bleibt offen.

## Rezeption
Nach Erscheinen des Buches 1992 im kleinen Georg Bitter-Verlag gab es durchweg positive Rezensionen, wirklich bekannt wurde das Buch jedoch erst nach der Taschenbuchausgabe im dtv-Verlag 1996, also im selben Jahr, in dem das Klonschaf Dolly geboren wurde. Erst da wurde auch einer breiteren Öffentlichkeit die Brisanz des Themas Klonen bewusst. Das Buch wurde immer wieder neu aufgelegt. 2025 erschien die 25. Auflage.

### Rezensionen
Drei typische Beispiele für die Rezensionen nach der Erstveröffentlichung 1992 (Auszüge):
Duplik Jonas 7 ist ein beklemmend realistischer Zukunftsroman …Mit jeder neuen Buchseite kommt der Leser – wie die Romanhelden – zunehmend ins Nachdenken. … Er liefert keine einfachen Antworten. Er macht sensibel für die gesellschaftspolitischen Folgen eines Technologiebereiches, der nur allzu häufig rein naturwissenschaftlich betrachtet wird. Dabei kommt Birgit Rabisch ohne erhobenen Zeigefinger und ohne Schwarzweißmalerei aus. Genau diese Ausgewogenheit macht den Roman so lesenswert.
Hannoversche Allgemeine Zeitung 7. Mai 1992
Eine schreckliche und zugleich spannende Zukunftsvision hat Birgit Rabisch da entwickelt. … So ist aus der anrührenden Leidensgeschichte vom Duplik Jonas 7 ein allgemeinverständliches Informationsbuch geworden, – über die Risiken und die ethischen Probleme, die damit verbundenen sind, wenn die Menschen die Baupläne der Natur abzeichnen und verändern wollen.
Buchtip auf 90,3, NDR 12. Juni 1992
Birgit Rabisch begibt sich mit ihrer komplexen Pro und Contra Geschichte mitten in hochaktuelle Problematik. Sie argumentiert schonungslos, vielschichtig und drückt sich nicht vor den ethisch-moralischen Aspekten des Themas. Ein forderndes, offenes Buch, das Fragen aufwirft, denen sich jeder irgendwann im Leben stellen muss.
Jugendliteratur in der Schweiz 3/1992
Eine ausführliche Rezension aus dem Jahr 2011:
Am 8. März 2011 wurde Duplik Jonas 7 in einem Artikel in der FAZ.NET als zentrales Buch zum Thema behandelt.

## Übersetzungen
- 1998 ins Französische, Titel: Jonas 7: clone, im Verlag Hachette, Paris
- 1999 ins Spanische, Titel: Jonas 7, replicant, bei Editorial Cruilla, Barcelona
- 1999 ins Griechische, bei Kedros, Athen
- 2006 ins Italienische, Titel: Il mio clone Jonas, bei Archimede

## Dramatisierungen
- 27. Juni 1997 Premiere in Bleidenstadt als Schultheaterstück unter dem Titel Marias Augen
- 17. Juli 1998 Premiere in Stuhr-Brinkum als Schultheaterstück (Originaltitel)
- 16. Juli 2004 Premiere an den Kammerspielen Heilbronn (Originaltitel)

## Unterrichtsmaterial
Duplik Jonas 7 wird vielfach als Schullektüre eingesetzt, sowohl im Deutschunterricht als auch in den Fächern Philosophie, Ethik und Biologie.
Zahlreiche Auszüge in Schulbüchern wurden veröffentlicht:
Wortstark 10, 1997, Textinterpretation 9, 2002, Der Neue Kolumbus 9, 2003, Sonne, Klon und Sterne 2006, Duo Deutsch B 7 2006, Deutsch Kombi 5, 2007, Abenteuer Mensch Sein 3, 2007/2009, Auer Deutschbuch 9, 2008, Realschule Bayern Jahrgangsstufentest 8, 2009, Forum Ethik 11, 2012
1998 setzte sich Wolfgang Biesterfeld in seinem Artikel Sciencefiction für Jugendliche in Praxis Schule 5-10 ausführlich mit dem Buch und seiner Verwendung im Schulunterricht auseinander.
Zahlreiche wissenschaftliche Arbeiten haben sich mit Duplik Jonas 7 beschäftigt, z. B. Renate Grubert in ihrer Abschlussarbeit 1998 Science-fiction in der Kinder- und Jugendliteratur an der Universität Wien und Timo Saß in seiner Staatsexamensarbeit 2002: Das Thema Klonen in der modernen Jugendliteratur, Ein Vergleich zwischen Rabischs Duplik Jonas 7 und Eschbachs Perfect Copy an der Universität Kiel.